# Gerardo Bedoya
Gerardo Alberto Bedoya Múnera (ur. 26 listopada 1975 w Ebéjico) – kolumbijski piłkarz występujący na pozycji defensywnego pomocnika.

## Kariera klubowa
Bedoya zawodową karierę rozpoczynał w 1995 roku w zespole Antioquia Medellin. W 1996 roku trafił do Deportes Tolima, a w 1997 roku przeszedł do Deportivo Cali. W 1998 roku zdobył z nim mistrzostwo Kolumbii. W Deportivo spędził 4 sezony.
W 2001 roku podpisał kontrakt z argentyńskim Racing Club. W Primera División Argentina zadebiutował 28 sierpnia 2001 roku w wygranym 1:0 pojedynku z Rosario Central. 30 września 2001 roku w wygranym 4:1 spotkaniu z San Lorenzo strzelił pierwszego gola w Primera División Argentina. W tym samym roku zdobył z zespołem mistrzostwo fazy Apertura.
W 2003 roku Bedoya wrócił do Deportivo Cali. Grał w nim do końca sezonu 2003. Na początku 2004 roku przeszedł do argentyńskiego Colónu (Primera División Argentina). Pierwszy ligowy mecz zaliczył tam 13 lutego 2004 roku przeciwko ekipie Racing Club (1:1). W tym samym roku zdobył z klubem mistrzostwo fazy Apertura.
Na początku 2005 roku Bedoya odszedł do meksykańskiej Puebli. W Primera División de México zadebiutował 16 stycznia 2005 roku w przegranym 1:3 pojedynku z Cruz Azul. 23 stycznia 2005 roku w wygranym 5:2 spotkaniu z Atlasem zdobył swoją jedyną bramkę w Primera División de México. W Puebli spędził pół roku.
W połowie 2005 roku Bedoya wrócił do Kolumbii, gdzie został graczem klubu Atlético Nacional. W trakcie sezonu 2006 odszedł do Millonarios. Spędził tam 3,5 sezonu. W sezonie 2010 grał dla zespołów Envigado FC oraz Boyacá Chicó, a w 2011 roku przeszedł do Santa Fe.

## Kariera reprezentacyjna
W reprezentacji Kolumbii Bedoya zadebiutował w 2000 roku. W tym samym roku został powołany do kadry na Złoty Puchar CONCACAF. Zagrał na nim w meczach z Jamajką (1:0) i Stanami Zjednoczonymi (2:2, 1:2 w rzutach karnych). W spotkaniu ze Stanami Zjednoczonymi otrzymał czerwoną kartkę, a także zdobył bramkę, który był jednocześnie jego pierwszym w drużynie narodowej. Tamten turniej Kolumbia zakończyła na 2. miejscu.
W 2001 roku Bedoya znalazł się w zespole na Copa América. Na tamtym turnieju, wygranym przez Kolumbię, wystąpił w pojedynkach z Ekwadorem (1:0), Chile (2:0), Peru (3:0), Hondurasem (2:0) i Meksykiem (1:0). W meczu z Hondurasem strzelił także gola.
W 2003 roku Bedoya był uczestnikiem Pucharu Konfederacji. Zagrał na nim w pojedynkach z Francją (0:1), Nową Zelandią (3:1), Japonią (1:0), Kamerunem (0:1) i Turcją (1:2). Tamten turniej Kolumbia zakończyła na 4. miejscu.